# Helga Ballhaus

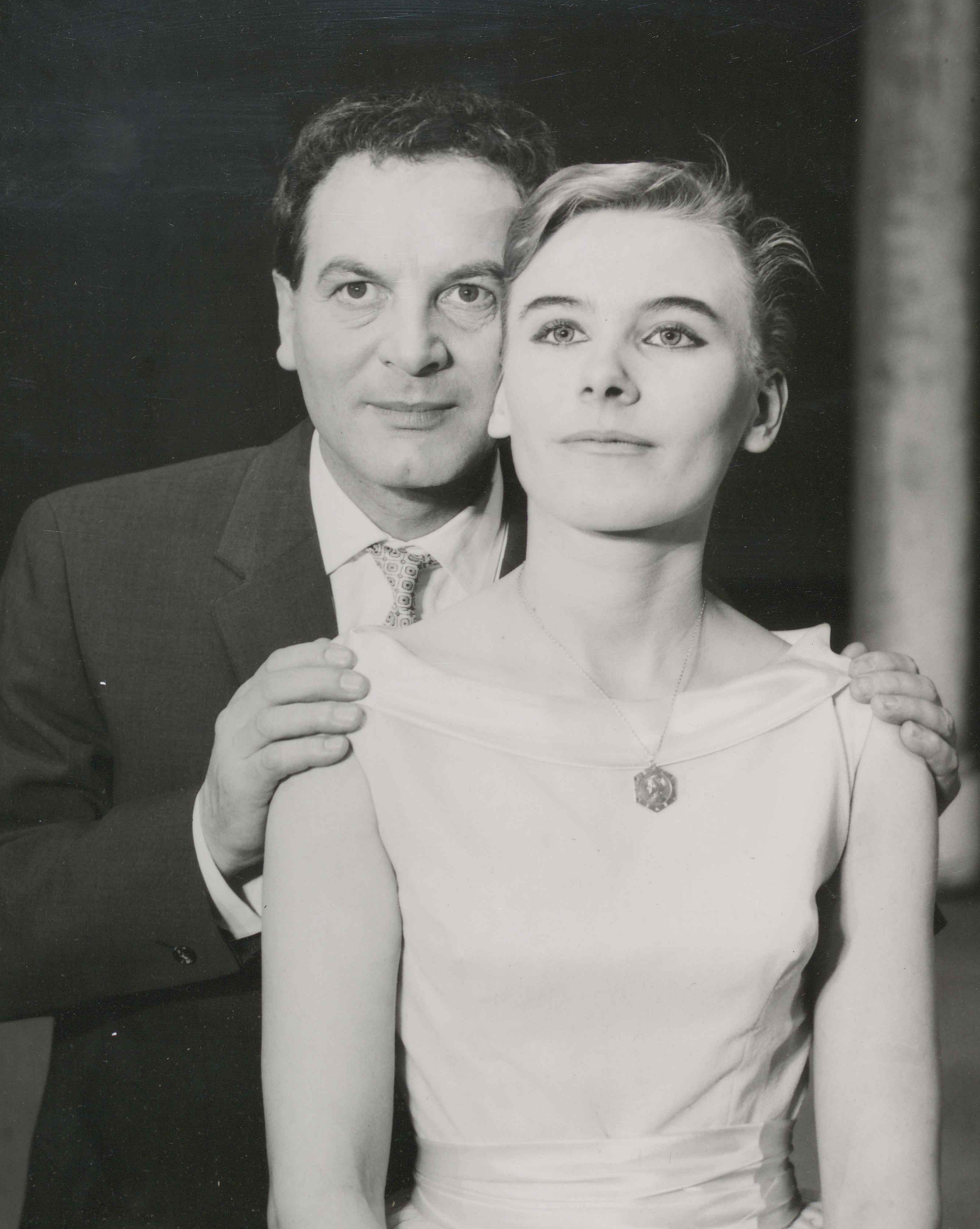
Helga Ballhaus mit Werner Nippen in Der Apoll von Bellac von Jean Giraudoux am Badischen Staatstheater Karlsruhe

Helga Ballhaus (* 14. September 1935; † 28. September 2006 in Los Angeles; gebürtig Helga Maria Betten) war eine deutsche Schauspielerin, die auch als Szenenbildnerin in Erscheinung trat; vereinzelt auch als Kostümbildnerin und Herstellungsleiterin.

## Leben und Wirken
Helga Ballhaus begann ihre Laufbahn 1952 als Schauspielerin am Fränkischen Theater in Wetzhausen. Sie war mehrere Jahre festes Ensemblemitglied der dortigen Theatergemeinschaft und lernte hier auch den Sohn der Theatergründer, den Kameramann Michael Ballhaus, kennen.
1958 heiratete sie Michael Ballhaus und arbeitete immer wieder auch mit ihm (mit dem sie ab den 1980er Jahren zwischen Amerika und Deutschland pendelte) und ihren gemeinsamen Söhnen Sebastian und Florian zusammen.
Ab 1958 spielte Helga Ballhaus am Staatstheater Karlsruhe, ab 1968 an der Freien Volksbühne Berlin unter Rainer Werner Fassbinder und von 1974 bis 1977 war sie Ensemblemitglied des TAT – Theater am Turm in Frankfurt, ebenfalls unter Fassbinder. Als Gast war Ballhaus bis in die 70er Jahre auch immer wieder am Fränkischen Theater Schloss Maßbach engagiert. Als Filmschauspielerin spielte sie unter anderem in Fassbinders Angst essen Seele auf (1974) mit.
1979 erhielt sie, zusammen mit Norbert Scherer, den Deutschen Filmpreis in Gold für das Szenenbild von Die Ehe der Maria Braun. 1999 war sie Herstellungsleiterin des Spielfilms The 13th Floor – Bist du was du denkst?, der 2000 für den Saturn Award nominiert wurde.
Helga Ballhaus war 2003 eines der Gründungsmitglieder der Deutschen Filmakademie.
Beigesetzt ist sie auf dem Städtischen Waldfriedhof Dahlem am Hüttenweg in Berlin.

## Filmografie (Auswahl)

### Als Schauspielerin
- 1960: Familie (TV-Spielfilm) – Regie: Peter Beauvais
- 1964: Das Martyrium des Peter O’Hey (TV-Spielfilm) – Regie: Peter Lilienthal
- 1969: Mehrmals täglich / Darf ich Sie zur Mutter machen? (Kino-Spielfilm) – Regie: Ralf Gregan
- 1971: Whity (Spielfilm) – Regie: Rainer Werner Fassbinder
- 1973: Tatort: Tote brauchen keine Wohnung (TV-Reihe) – Regie: Wolfgang Staudte
- 1974: Angst essen Seele auf (Kino-Spielfilm) – Regie: Rainer Werner Fassbinder
- 1976: Die Wahl (TV-Spielfilm) – Regie: Rainer Boldt
- 1976: Sonntag (TV-Spielfilm) – Regie: Niels-Peter Rudolph
- 1983: Heller Wahn (Kino-Spielfilm) – Regie: Margarethe von Trotta

### Als Szenenbildnerin
- 1977: Chinesisches Roulette (Kino-Spielfilm) – Regie: Rainer Werner Fassbinder
- 1979: Die Ehe der Maria Braun (Kino-Spielfilm) – Regie: Rainer Werner Fassbinder
- 1981: Ohne Rückfahrkarte (TV-Spielfilm) – Regie: Jürgen Klauß

### Als Kostümbildnerin
- 1973: Tschetan, der Indianerjunge (Kino-Spielfilm) – Regie: Hark Bohm

### Als Herstellungsleiterin
- 1999: The 13th Floor – Bist du was du denkst? (Kino-Spielfilm) – Regie: Josef Rusnak